# Piazza Odessa (Cherson)
La Odes'ka plošča (in ucraino Одеська площа?, "Piazza Odessa") è una delle piazze della città di Cherson, situata tra il distretto centrale (già distretto di Suvorov) e quello Korabel'nyj, nelle vicinanze della confluenza del fiume Košova con il fiume Dnipro. Da questo slargo parte la Ratušna vulycja (in ucraino Ратушна вулиця?), già Vulycja Voroncovs'ka (in ucraino Вулиця Воронцовська?, "via Voroncov"), che collega questa zona con gli altri quartieri della città ucraina.

## Storia
La piazza è venuta formandosi intorno agli anni 1920 e la fine degli anni 1950. Per molto tempo la zona venne chiamata "piazze delle stazioni marittime e fluviali" (in ucraino Площі морського й річкового вокзалів?, Plošči mors'koho j pičkovoho vokzaliv), finché alla fine del 1967 non le venne dato il nome odierno, in onore della città di Odessa.
Nel 1969, è stato installato un monumento dedicato ai lavoratori del porto di Cherson, situato nelle vicinanze, che erano morti durante la controffensiva contro l'invasione dei nazisti durante la seconda guerra mondiale (quella che i sovietici definivano "grande guerra patriottica").

## Trasporti
La piazza è raggiungibile attraverso alcune linee di autobus e filobus della città.